# Poslech

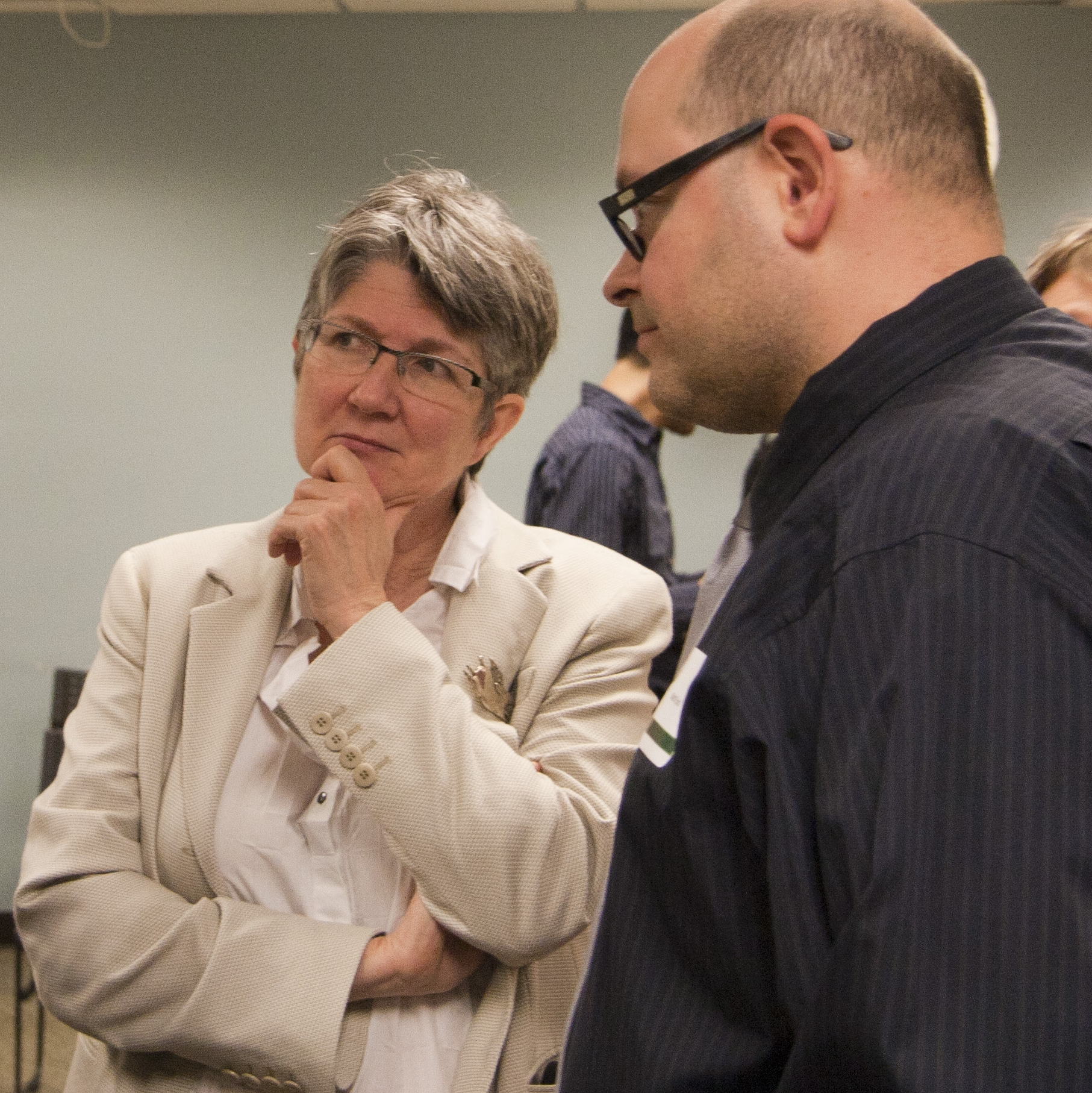
Poslech ústního projevu

Poslech je činnost, při které organismus věnuje pozornost okolním zvukům, typicky zvukům přírody, zvukům hudby, ale v případě lidí zejména zvukům lidské řeči při mezilidské komunikaci. Klíčovým faktorem mezilidského poslechu je skutečnost, že poslouchající jedinec za pomocí sluchu rozeznává řeč jiné osoby a snaží se pochopit její význam a myšlenky.
Poslech mezilidské komunikace přitom zahrnuje afektivní, kognitivní a behaviorální procesy. Poslech a aktivní naslouchání při komunikaci mezi lidmi jsou tak klíčové pro řešení problémů. Pokud je mezilidská komunikace včetně poslechu nějakým způsobem narušena, může vyústit v nedorozumění a v krajním případě i v konflikt. Pokud daná osoba dostatečně druhou osobu neposlouchá, typicky se to projeví přerušováním projevu osoby, která hovoří, roztěkaností posluchače, jeho nesoustředěností, selektivním poslechem (konfirmační zkreslení) a jeho verbálními i nonverbálními reakcemi nesouvisejícími s tématem, o kterém osoba hovoří.
S poslechem úzce souvisí také paměť a rétorika hovořící osoby, která při své vysoké kvalitě může posluchače zaujmout, například při vystupování na veřejnosti.

## Aktivní naslouchání
Zvláštním druhem poslechu je tzv. aktivní naslouchání, při kterém posluchač pečlivě zpracovává druhou osobou vyřčené informace a poslechu druhé osoby věnuje plnou svoji pozornost. Cílem aktivního naslouchání je porozumění pocitům a názorům řečníka a hlavně komplexní pochopení sdělení, které posluchačům řečník poskytl.